# Heloísa Fischer
Heloísa Fischer (Heloísa Fischer de Medeiros Pires,Rio de Janeiro, 1967) é uma jornalista, educadora e empresária  brasileira. Atua no campo da Linguagem Simples desde 2016. Escreveu o livro "Clareza em textos de e-gov, uma questão de cidadania". É fundadora da empresa de comunicação Comunica Simples, dedicada ao ensino de Linguagem Simples. Criou o Curso do Método Comunica Simples.   
Tem mestrado em Design pela PUC-Rio. A sua dissertação avaliou o impacto do estilo textual na compreensibilidade de textos sobre serviços públicos digitais.    

Começou a carreira profissional no rádio e em jornais. Nos anos 1980, foi redatora da Cidade FM e Jornal do Brasil AM, sediadas no Rio de Janeiro. Ocupou diversos cargos no Sistema Globo de Rádio até assumir a coordenação da Opus 90 FM (1993-1994), única emissora clássica comercial do Brasil. Foi colunista dos jornais O Dia e O Globo, cobrindo o setor de rádio.   

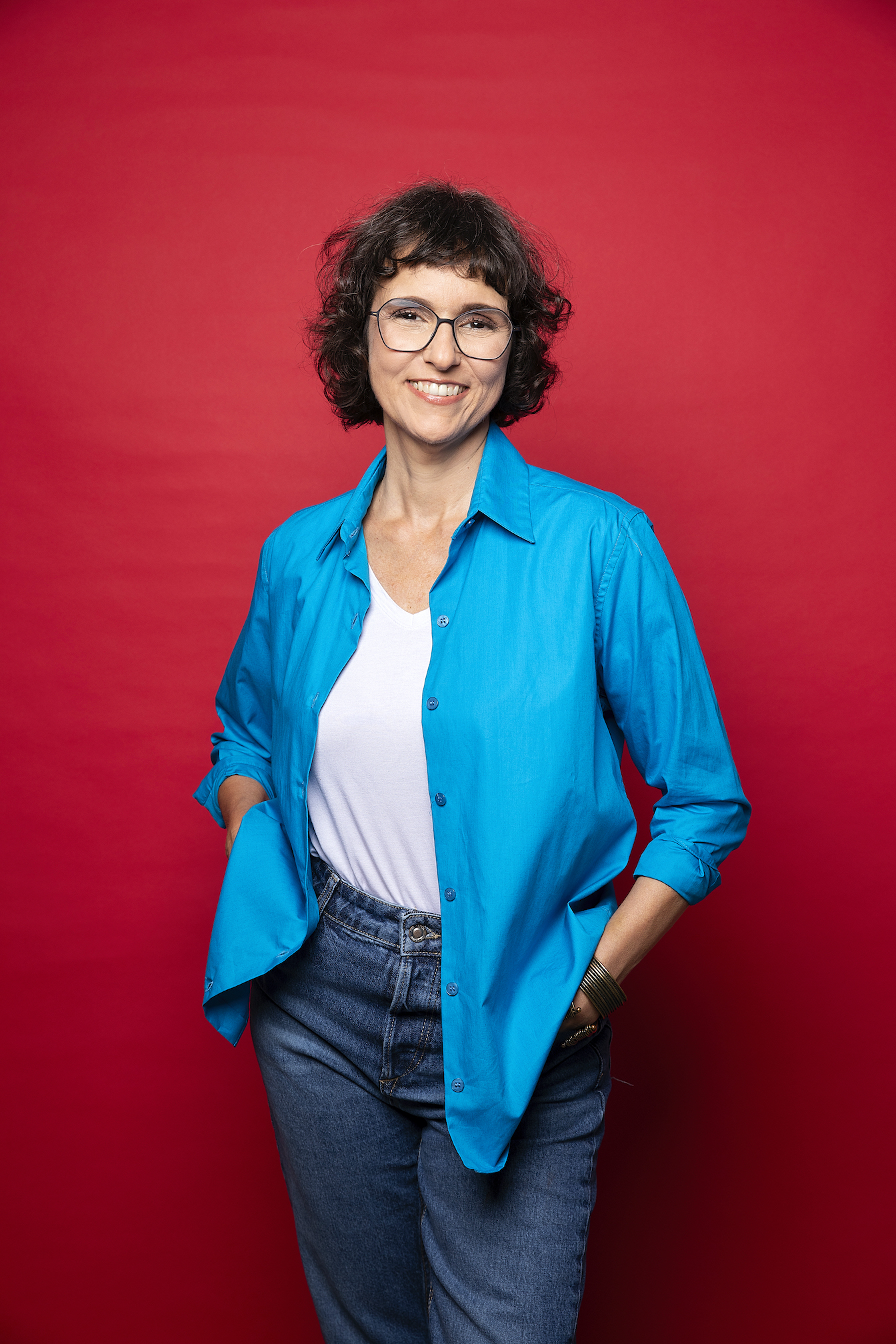
Heloisa Fischer em 2022. Foto de Leo Aversa.

Fundou VivaMúsica! em 1994 para estimular o interesse por música clássica. Esteve à frente da empresa até o encerramento das atividades em 2015. Por iniciativa de VivaMúsica!, foi criado o Dia da Música Clássica em 5 de março, nascimento de Heitor Villa-Lobos. A data tornou-se oficial pela prefeitura do Rio em 2006, pelo governo do estado do Rio de Janeiro em 2007 e pelo governo federal em 2009.
Foi comentarista de música clássica da rádio CBN (2006-2015), em rede nacional. Produziu e apresentou o canal de clássicos a bordo dos voos TAM (2007-2013).  Foi uma das criadoras do bloco Feitiço do Villa no carnaval carioca de 2011. No ano anterior, organizou a turnê Democlássicos em casas noturnas de cinco cidades.
Entre 2011 e 2016, produziu o podcast  "Musica classica y beyond" com seleções de aproximadamente 15 minutos de duração, mesclando clássicos e outros gêneros musicais.